# Barbara Dex Award
De Barbara Dex Award is een prijs die elk jaar werd uitgereikt voor de slechtst geklede artiest op het Eurovisiesongfestival en in 2021 voor de opvallendst geklede artiest. De prijs werd daarna opgedoekt. Tussen 1997 en 2016 was de organisatie van de prijs in handen van de website eurovisionhouse.nl, sedert het Eurovisiesongfestival 2017 nam de website songfestival.be de organisatie op zich. De prijs is vernoemd naar de Belgische zangeres Barbara Dex, die in 1993 deelnam aan het Eurovisiesongfestival met de ballade Iemand als jij en als laatste eindigde. Zij had haar jurk overigens zelf gemaakt.
Sinds 1997 kreeg de slechtst geklede artiest op het Eurovisiesongfestival deze prijs. Zowel Noord-Macedonië, Portugal als Servië heeft de prijs meer dan één keer gekregen, respectievelijk in 2005 en 2018, in 2006 en 2019, en in 2010 en 2013. In 2021 werd de prijs uitgereikt aan de opvallendst geklede artiest in plaats van de slechtst geklede artiest. In 2022 besloot de organisator om de prijs stop te zetten en te vervangen door een prijs die een positievere uitstraling heeft. De poging in 2021 om dat met de bestaande prijs te doen, volstond niet.
Sinds 2022 organiseert de website de "You're a vision"-award, die vooral de meest opvallende outfit bekroont. Deze werd in 2022 gewonnen door Sheldon Riley.

## Winnaars

Aantal overwinningen per land

| Jaar | Artiest                   | Land        |
| ---- | ------------------------- | ----------- |
| 1997 | Debbie Scerri             | Malta       |
| 1998 | Guildo Horn               | Duitsland   |
| 1999 | Lydia Rodríguez Fernández | Spanje      |
| 2000 | Nathalie Sorce            | België      |
| 2001 | Andrzej Piaseczny         | Polen       |
| 2002 | Michalis Rakintzis        | Griekenland |
| 2003 | t.A.T.u.                  | Rusland     |
| 2004 | Sanda Ladoși              | Roemenië    |
| 2005 | Martin Vučić              | Macedonië   |
| 2006 | Nonstop                   | Portugal    |
| 2007 | Vjerka Serdjoetsjka       | Oekraïne    |
| 2008 | Gisela                    | Andorra     |
| 2009 | Zoli Ádok                 | Hongarije   |
| 2010 | Milan Stanković           | Servië      |
| 2011 | Eldrine                   | Georgië     |
| 2012 | Rona Nishliu              | Albanië     |
| 2013 | Moje 3                    | Servië      |
| 2014 | Vilija Matačiūnaitė       | Litouwen    |
| 2015 | Trijntje Oosterhuis       | Nederland   |
| 2016 | Nina Kraljić              | Kroatië     |
| 2017 | Slavko Kalezić            | Montenegro  |
| 2018 | Eye Cue                   | Macedonië   |
| 2019 | Conan Osíris              | Portugal    |
| 2021 | TIX                       | Noorwegen   |
| 2022 | Sheldon Riley             | Australië   |

## Fotogalerij

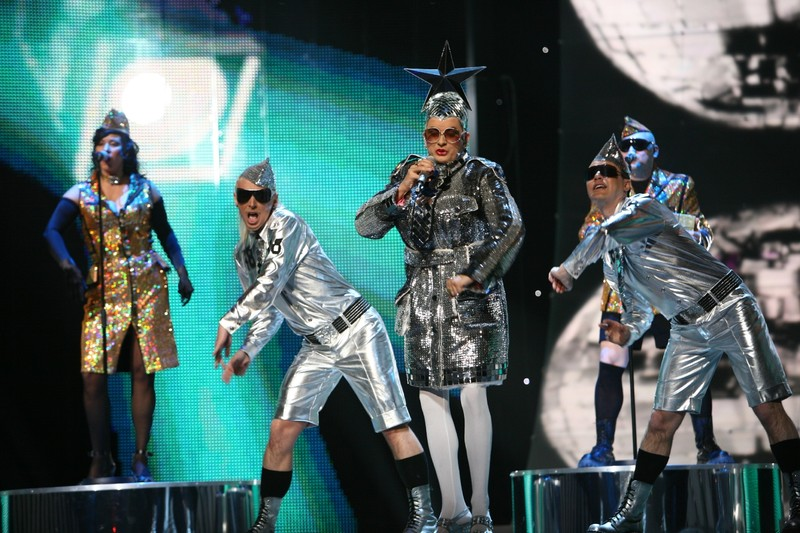
Vjerka Serdjoetsjka, winnaar in 2007
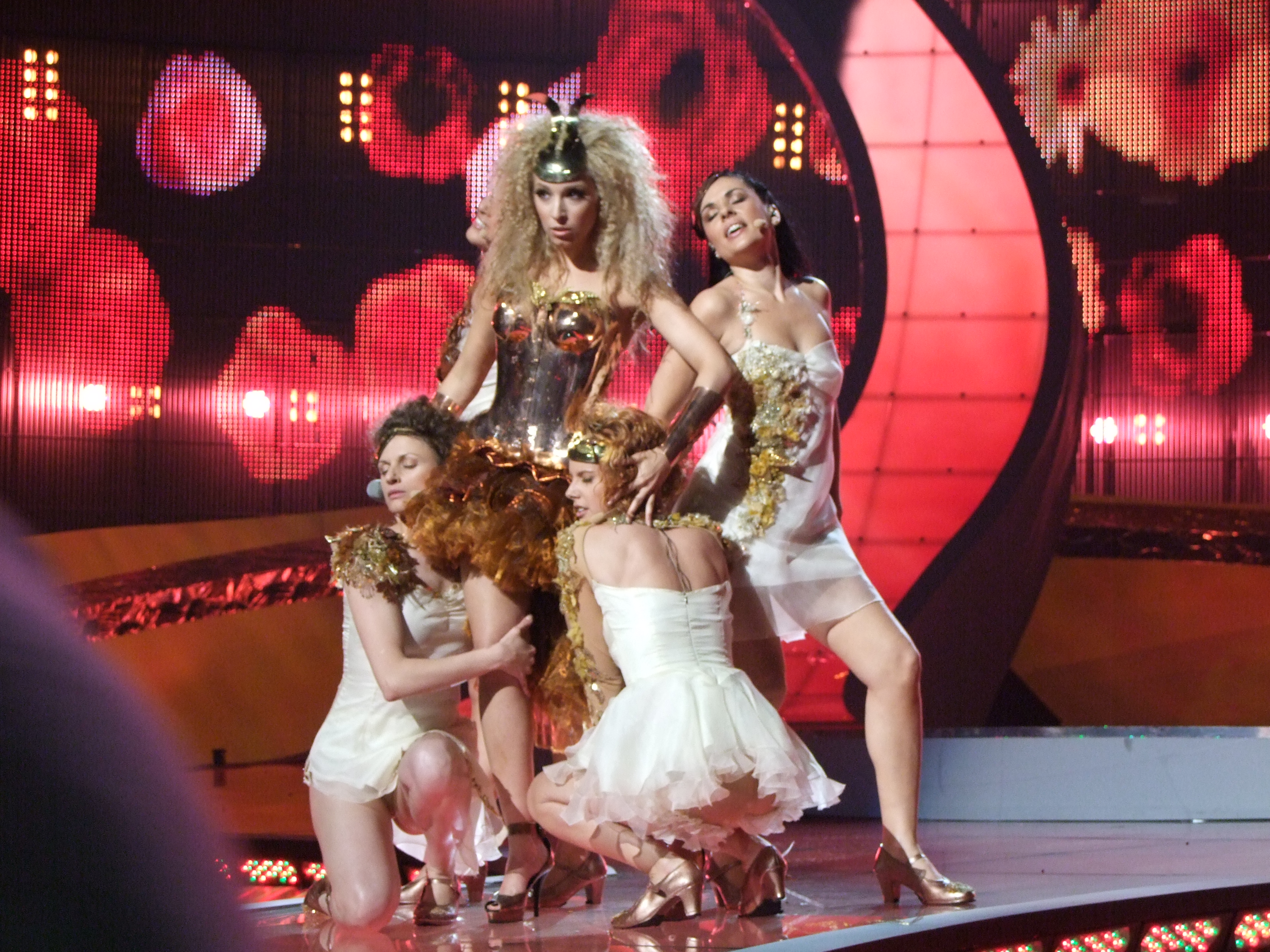
Gisela, winnaar in 2008
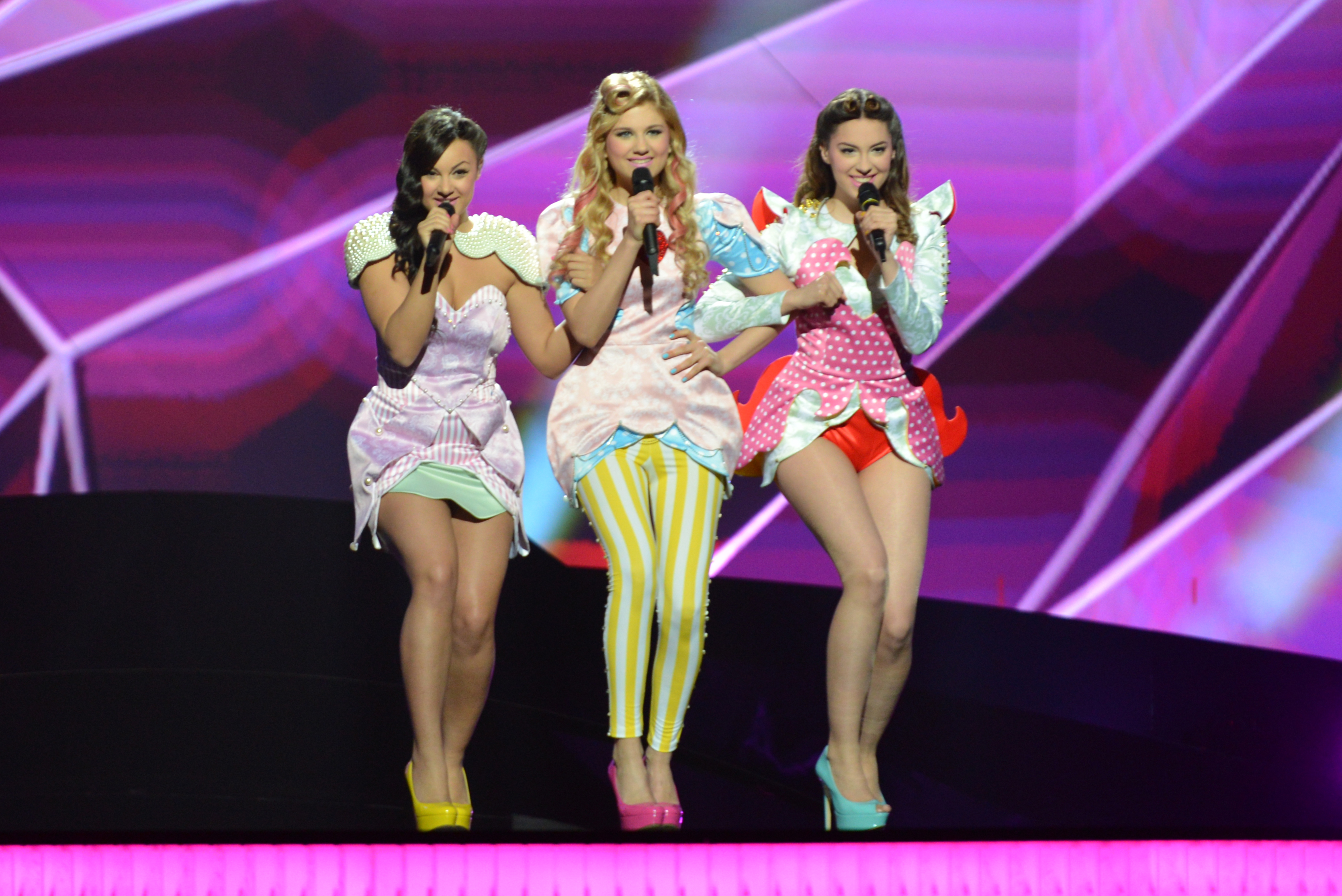
Moje 3, winnaar in 2013
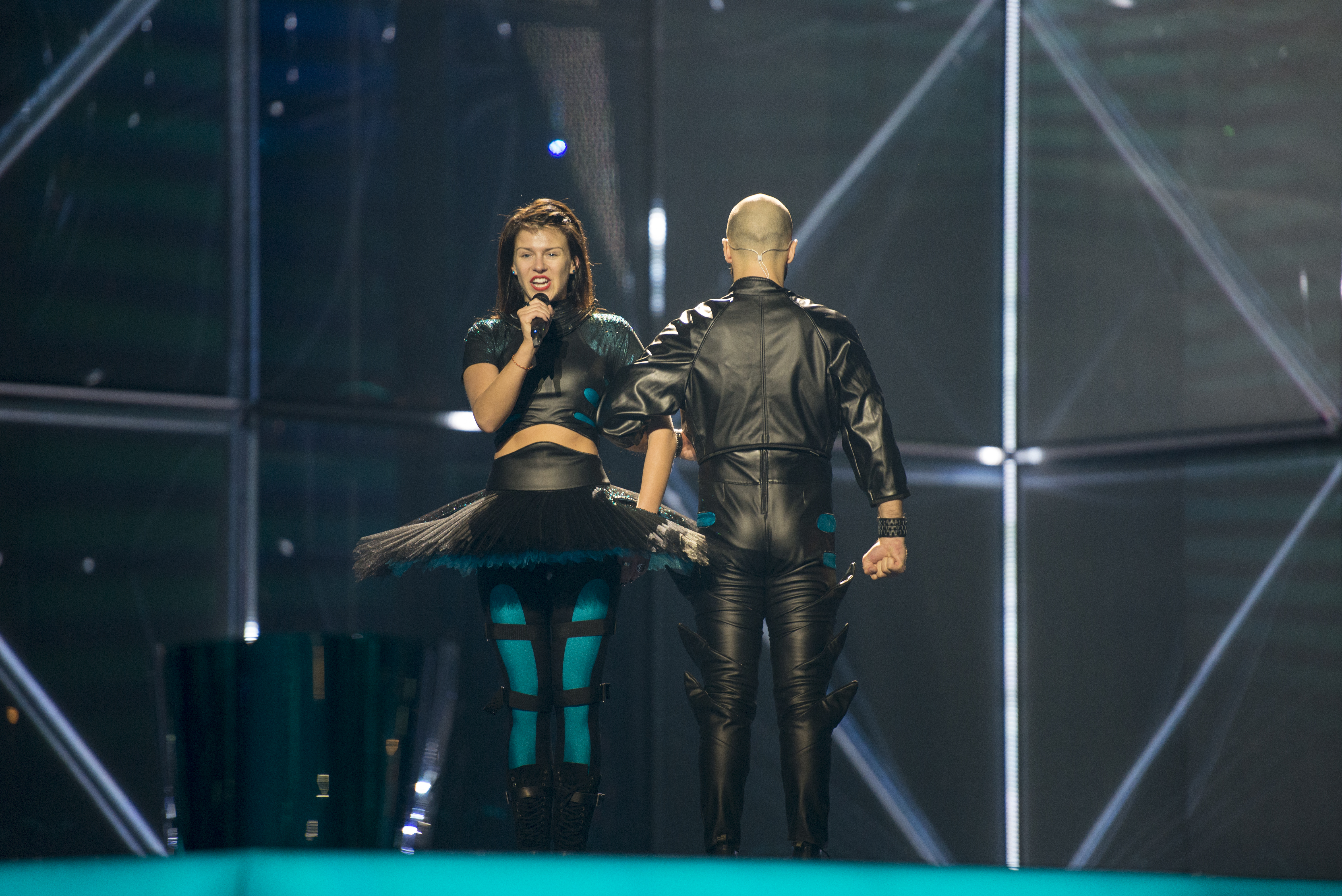
Vilija Matačiūnaitė, winnaar in 2014
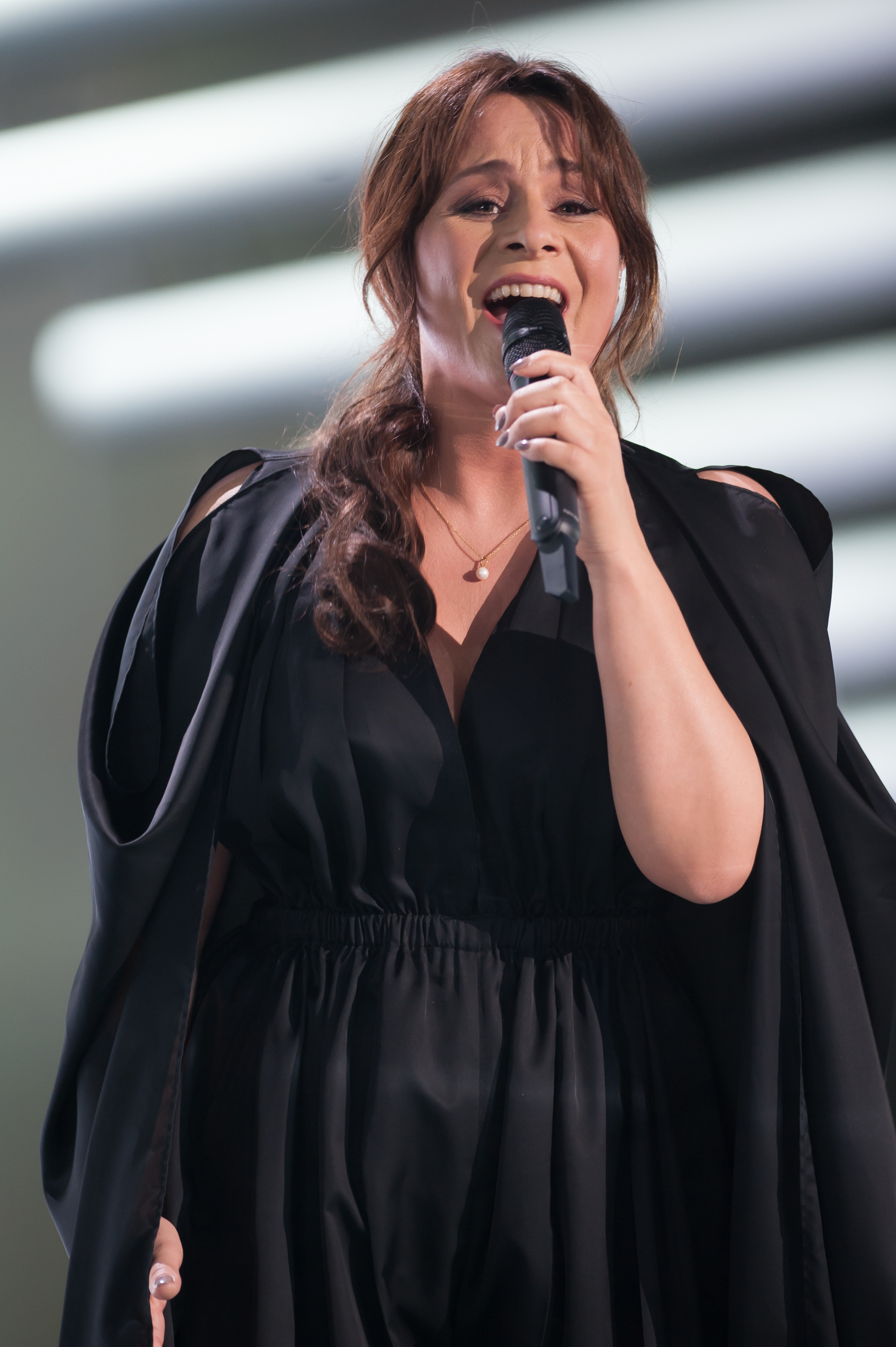
Trijntje Oosterhuis, winnaar in 2015
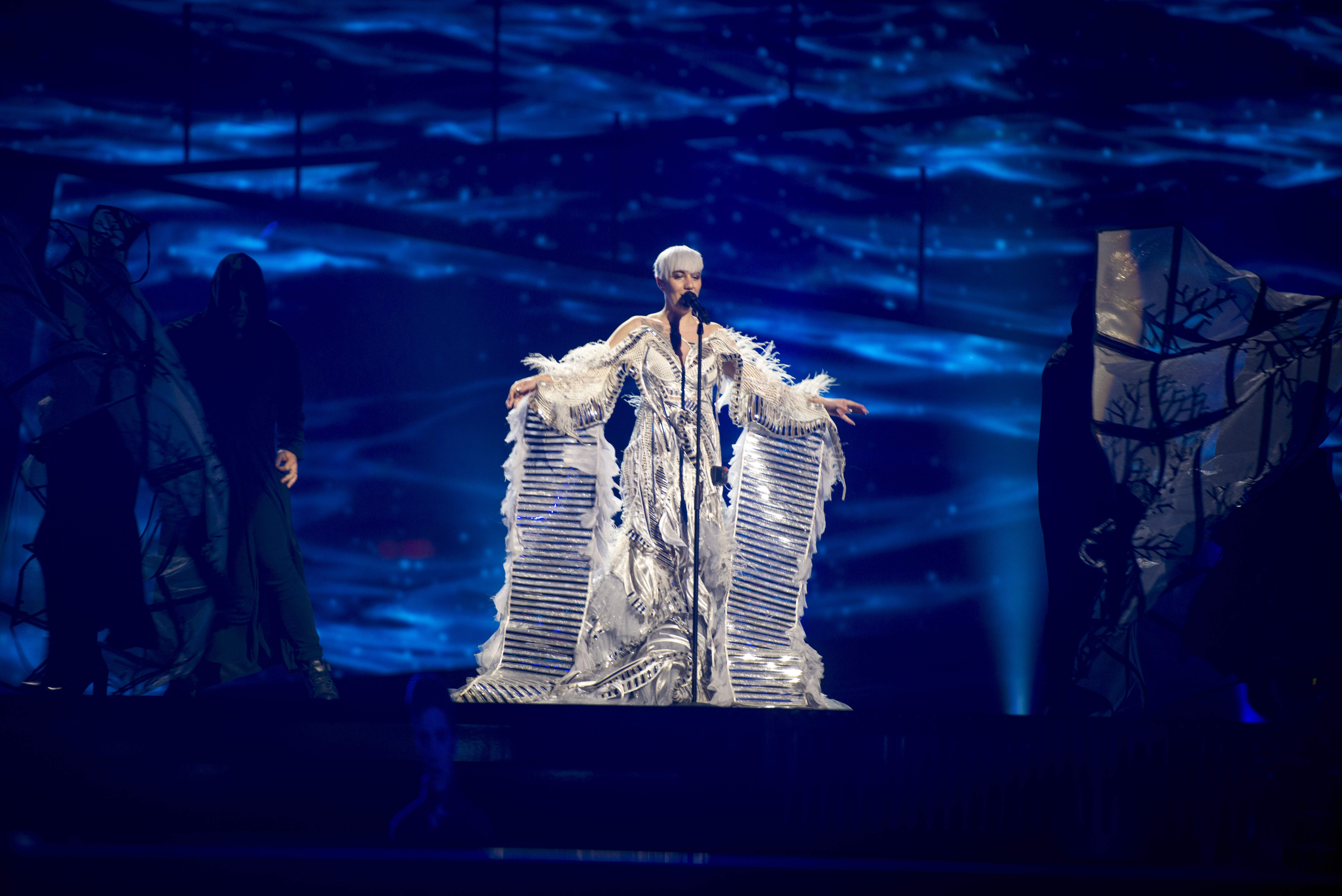
Nina Kraljić, winnaar in 2016
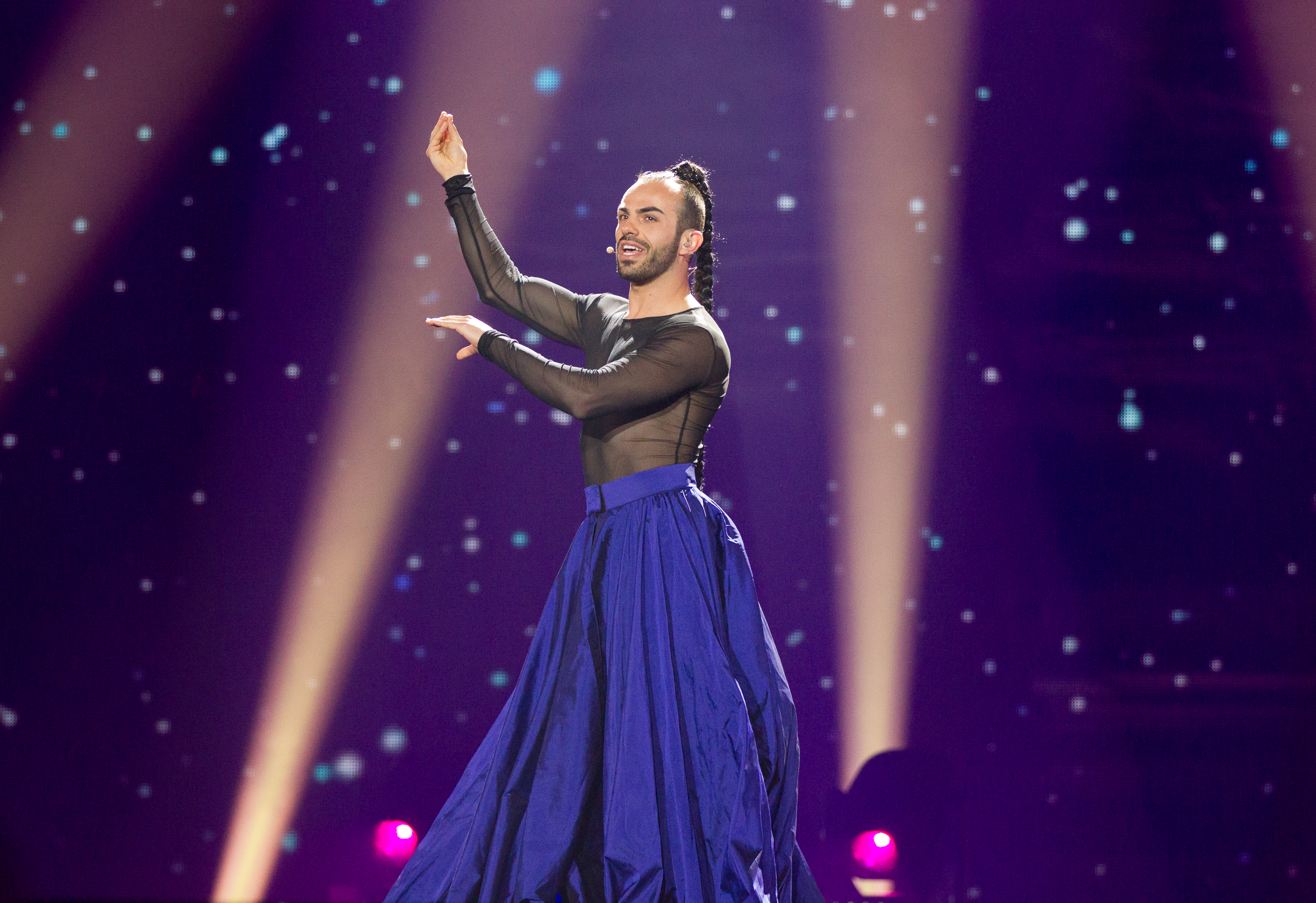
Slavko Kalezić, winnaar in 2017
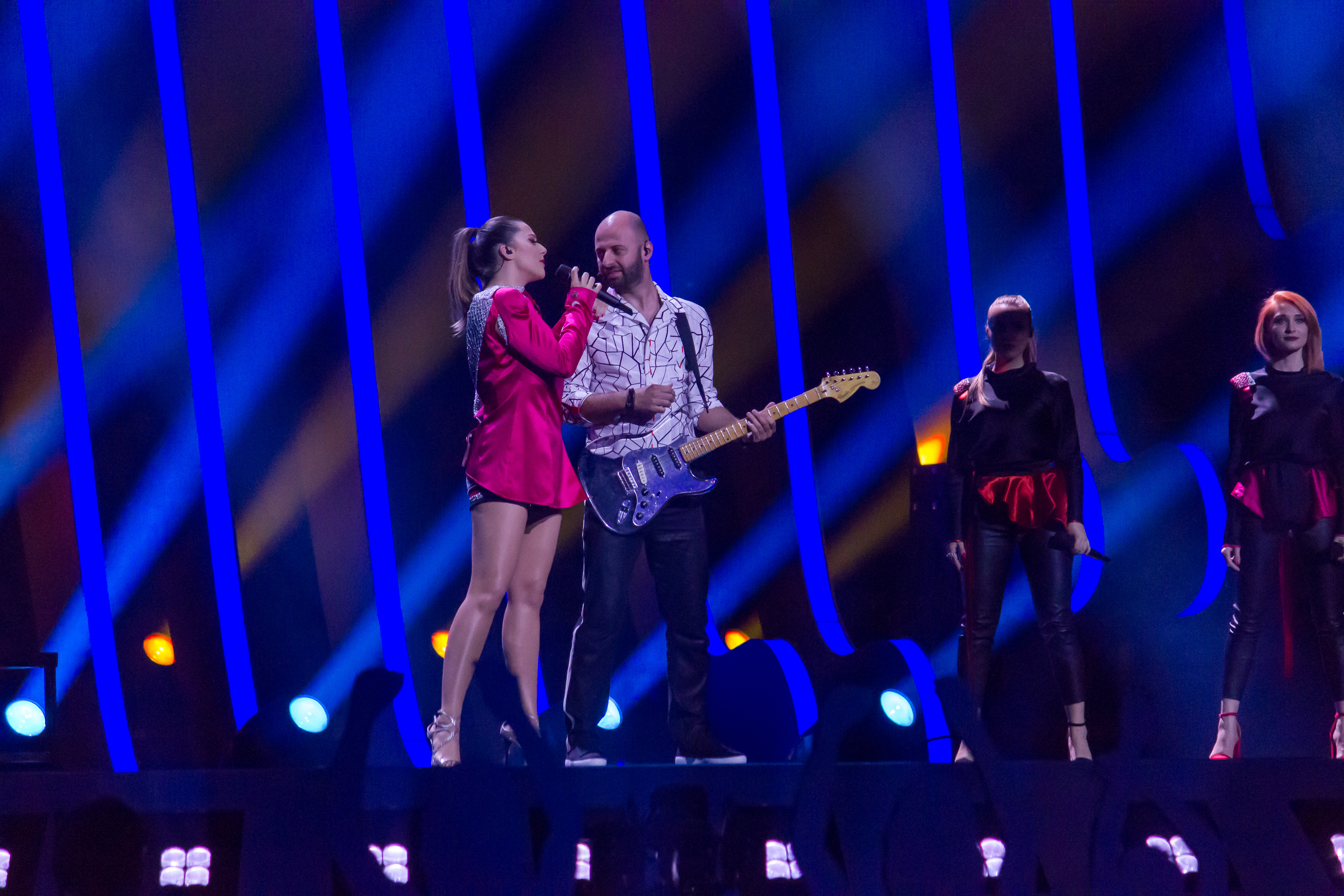
Eye Cue, winnaar in 2018
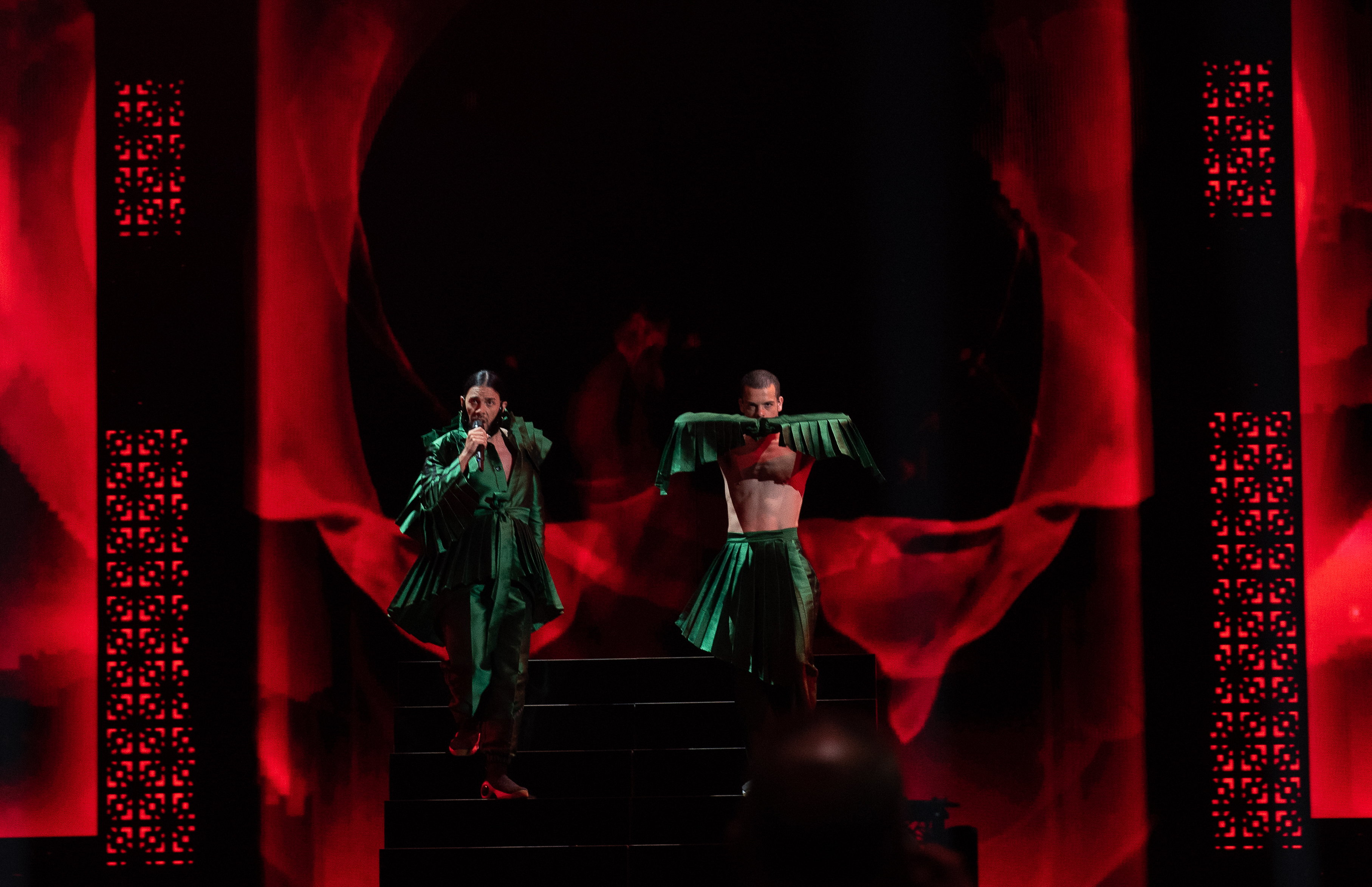
Conan Osíris, winnaar in 2019